# Lastve
Lastve (szerbül: Ластве) szerb falu Bosznia-Hercegovinában, a Bosznia-hercegovinai Föderáció Una-Szanai kantonjában, Bosanski Petrovac községben. 

## Fekvése
Bosznia-Hercegovina nyugati részén, Bihácstól légvonalban 33, közúton 45 km-re délkeletre, Bosanski Petrovactól légvonalban 17, közúton 29 km-re északnyugatra, a Petrovaci-mező északnyugati részén, a Grmeč-hegység alatt fekszik.

## Népessége
| Nemzetiségi csoport | Népesség 1991 | Népesség 2013 |
| ------------------- | ------------- | ------------- |
| Szerb               | 276           | 60            |
| Bosnyák             | 0             | 0             |
| Horvát              | 0             | 0             |
| Jugoszláv           | 0             | 0             |
| Egyéb               | 3             | 1             |
| Összesen            | 279           | 61            |

## Története
A régészeti leletek alapján területe már az ókorban lakott volt. A Rakovica nevű településrész felett, a dombon található a „Velika Gradina” régészeti lelőhely, egy 480 m hosszú és 270 m széles,  kőből és földből készült, 3-4 m magas sánccal övezett terület, egy ókori erődített település maradványa. Az erődhöz három bejárat vezetett, amelyek mellett nagy, kitermelt kőhalmok hevernek. A területen több sírhalmot tártak fel és több egyszerű kézzel készített edénytöredék került elő, köztük több vörösre égetett agyagedény töredéke, és két bronz fibula. A „Velika Gradina” alatt található a „Mala Gradina”, amelyet kisebb sziklás dombok vesznek körül. Ennek a sánca kívül 3 méter, belül 0,5 méter magasságú. Itt is találtak agyagedény töredékeket. A leletek alapján mindkét Gradina késő bronzkorból vagy korai vaskorból származik, abból az időből, amikor az illírek lakták ezeket a területeket.
A második világháború idején 1941 és 1943 között egy elhagyott, majd partizántáborrá átalakított házcsoportban több konferenciát tartottak. A házak elszigeteltsége, az erdő közelsége és a lakók távolléte a kommunisták jelentős csoportja számára tette lehetővé a biztonságot, a biztonságot és az akadálytalan munkát. A konferenciákon az aktuális katonai, politikai és pártkérdésekről tartottak beszélgetést, önkritikusan elemezték a kudarcokat, bírálták a gyengeségeket, és javaslatokat tettek egyes problémák megoldására. Döntéseket hoztak az elvégzendő feladatokról. 1942-ben az erdőben egy nagy partizánkórházat is építettek, amelyben sok partizán sebesültet kezeltek.

## Nevezetességei
- Gradina – a lelőhely egy a síkságból kiemelkedő dombtetőn levő ókori erőd maradványait rejti magában. A közeli hegyektől egy meredek völgy választja el. A domb ellipszoid alakú 150x160 méteres platóján, a déli, a keleti és a nyugati oldalon kőből és földből épített sáncokkal körülvett erődiímény maradványai találhatók. A sáncok a keleti oldalon a legmagasabbak, ahol magasságuk eléri a 2-4 métert, míg a többi oldalon csak nyomokban látszódnak. Szélelségük az alapoknál eléri a 7 métert. Korukat a szakemberek a bronzkorra és a vaskorra teszik.[8]

- Gradinica – a lelőhely a Zelinovac településrészen található. Egy 200x400 méeters alapterületű, kőfalakkal körülvett erődített település maradványa, melynek belsejében egy 80x50 méteres, kisebb erőd is állt. A területéről számos bronzkori és vaskori cseréptöredék és egyéb háztartési hulladék került elő.[8]

- Mala Gradina – egy ókori erődítmény maradványai, melyet mély árok és közel 3 méter magasságú kőből épített sánc övezett. Itt is találtak agyagedény töredékeket, melyek a bronzkorból és a vaskorból származnak.[8]

- Velika Gradina - A Rakovica nevű településrész felett, a dombon található a „Velika Gradina” régészeti lelőhely, egy 480 m hosszú és 270 m széles kőből és földből készült, 3-4 m magas sánccal övezett terület, egy ókori erődített település maradványa. Az erődhöz három bejárat vezetett, amelyek mellett nagy, kitermelt kőhalmok hevernek. 1902-ben V. Čurčić végzett itt próbaásatásokat. A területen több sírhalmot tártak fel és több egyszerű kézzel készített edénytöredék került elő, köztük több vörösre égetett agyagedény töredéke, és két bronz fibula.[8]

## Fordítás
- Ez a szócikk részben vagy egészben  a   Lastve című bosnyák Wikipédia-szócikk ezen változatának fordításán alapul.  Az eredeti cikk szerkesztőit annak laptörténete sorolja fel. Ez a jelzés csupán a megfogalmazás eredetét és a szerzői jogokat jelzi, nem szolgál a cikkben szereplő információk forrásmegjelöléseként.